# آربایتر تسایتونگ (وین)

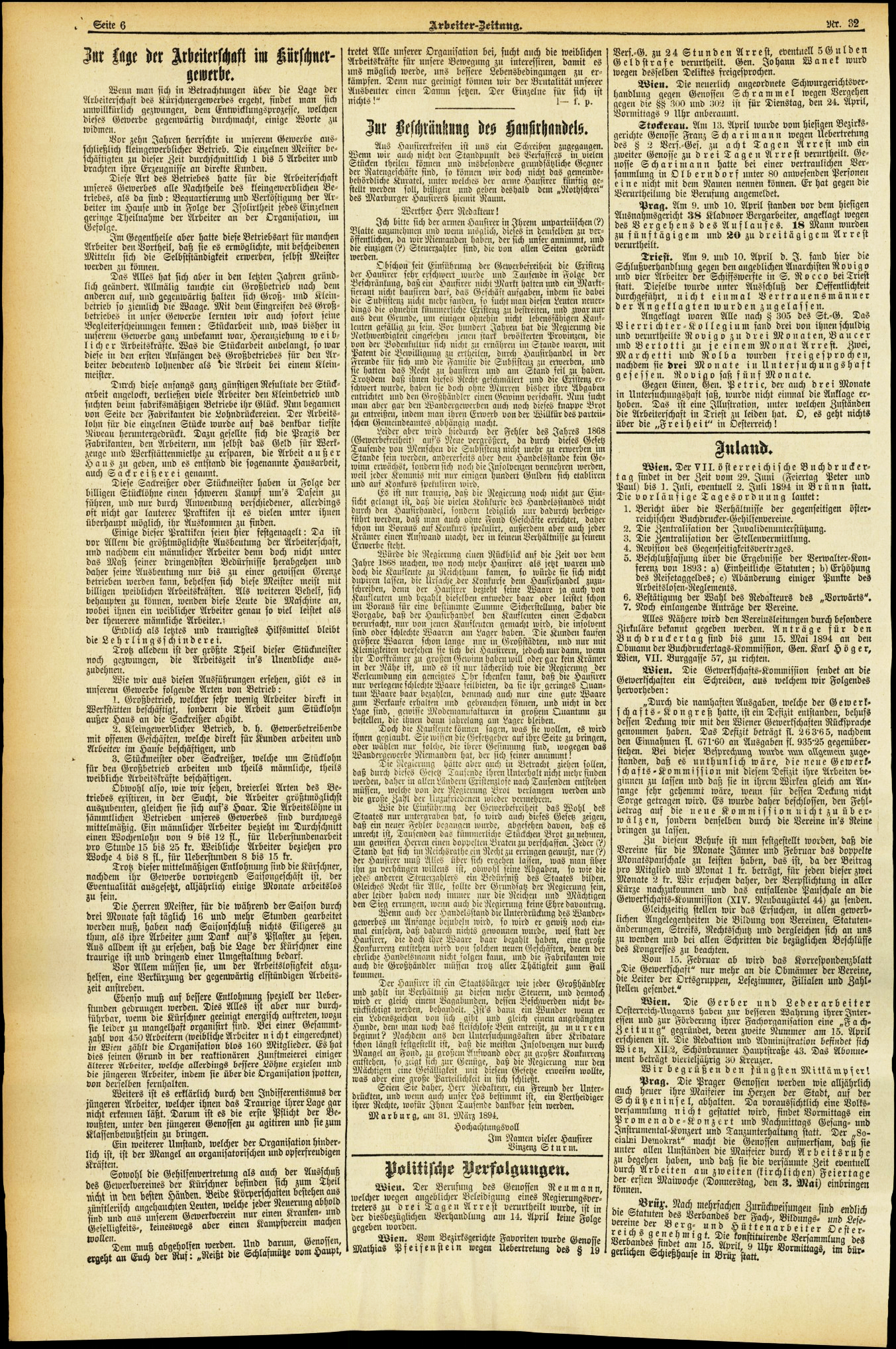
برگی از آربایتر تسایتونگ مورخ ۲۰ آوریل ۱۸۹۴

آربایتر تسایتونگ (به [به معنای روزنامهٔ کارگران Arbeiter-Zeitung] Error: {{Lang-xx}}: متن دارای نشانه‌گذاری ایتالیک است (راهنما)) روزنامهٔ آلمانی‌زبان و ارگان حزب سوسیال‌دموکرات اتریش بود. این روزنامه در ۱۲ ژوئیهٔ ۱۸۸۹ میلادی بنیاد نهاده شد و تا سال ۱۹۹۱ در اتریش منتشر می‌شد. انتشار این روزنامه در ۱۹۳۴ ممنوع شد، ولی از ۴ اوت ۱۹۴۵ دوباره نشرش از سر گرفته شد.
این روزنامه اخبار جهان و اتریش را پوشش می‌داد. از ۱۹۸۵ تا ۱۹۸۹ نام آن به صورت نویه آتست (به آلمانی: Neue AZ) و از ۱۹۸۹ تا ۱۹۹۱ به آتست (به آلمانی: AZ) منتشر شد. از ۱۹۶۰ تا ۱۹۹۱ این روزنامه به صورت نشریه‌ای مستقل منتشر می‌شد. در دههٔ ۱۹۲۰ شمارگان آربایتر تسایتونگ صدهزار برگ بود، ولی از ۱۹۶۰ تا ۱۹۹۰ تیراژ آن به یک چهارم تنزل یافت.